# 王新朝喜
王 新朝喜（おう あさこ、1987年12月16日 - ）は、中華人民共和国天津市出身の日本の元女子バスケットボール選手である。バスケットボール女子日本リーグの三菱電機コアラーズに所属していた。中国名は王 岑静（ワン ツェンジン、Wang Cenjing）、ポジションはセンター。

## 来歴
天津第八十九中学校卒業後の2003年、岐阜女子高等学校に留学。1年生時よりメンバー入りし、全国大会に出場。3年生時の2005年インターハイでベスト4。ウィンターカップでベスト8。2006年4月、白鷗大学に進学。
2010年、三菱電機に入社。WIリーグ2010-11シーズンは7試合に出場。入れ替え戦の日立ハイテク戦3試合も出場し、1試合11得点8リバウンドでWリーグ昇格に貢献した。
Wリーグ2011-12シーズンは主力としてレギュラーシーズン28試合にスターターで出場。リバウンド本数でリーグ2位の10.11本を記録。
2012-13シーズンはレギュラーシーズン22試合出場でいずれもリーグ3位の16.09得点、9.0リバウンド。同シーズンオフの2013年8月に日本へ帰化。
2013-14シーズンもレギュラーシーズン33試合出場でいずれもリーグ3位の16.24得点、10.15リバウンド。
2020年、現役引退。

## 経歴
- 岐阜女子高校
- 白鷗大学
- 三菱電機（2010年 -2020年）

## 日本代表歴
- 三菱電機に加入した2010年ころには既に将来の日本代表入りを希望していた[4]。日本国籍の取得については迷いがあったが、取得の理由として日本のバスケットボールに対する情熱に感動したことをあげている。ただ、自分自身を日本人だと思ったことはないといい[5]、家族友人全員が天津に住んでいるため、中国との対戦は不思議な感覚になり、中国国歌が演奏されると心の中で歌ってしまったそうである[6]。それでも日本代表入りについては、高校から日本でプレーし、日本に育ててもらったという思いがあるため、自身も両親も複雑な感情はなく、誇りを抱いている[4]。中国との対戦も日本代表入りしたからには100パーセントの力で戦うと意気込みを語っている[6]。

- 日本への帰化手続きが完了した2013年、日本代表に初選出され、東アジア競技大会に出場。2013年バスケットボール女子アジア選手権で金メダル獲得に貢献。5試合に出場し、1試合平均8.0得点、4.2リバウンド。
- 2014年女子バスケットボール世界選手権では予選リーグ3試合に出場。
- 2015年アジア選手権 2連覇に貢献
- 2016年リオデジャネイロオリンピックにも出場。